# Lista atacurilor cu rachete din invazia Rusiei în Ucraina (iunie 2022)
Acesta este segmentul din iunie 2022 al listei atacurilor cu rachete executate de toate părțile implicate în invazia Rusiei în Ucraina din 2022. Nu sunt enumerate loviturile cu rachete neghidate efectuate de forțele de aviație, artilerie, sisteme de lansare multiplă și sisteme S-300. Obiectivele enumerate în coloana „obiectiv lovit” nu sunt în mod necesar cele țintite – în unele cazuri, se referă la locul căderii rachetelor care s-au prăbușit în zbor sau au fost distruse de sisteme anti-rachetă.
Pagina principală: Lista atacurilor cu rachete din invazia Rusiei în Ucraina (2022–prezent). Listele pe luni:
- 2022 – ian · feb · mar · apr · mai · iun · iul · aug · sep · oct · noi · dec
- 2023 – ian · feb · mar · apr · mai · iun · iul · aug · sep · oct · noi · dec
- 2024 – ian · feb · mar · apr · mai · iun

## Iunie 2022
| Atacuri executate de partea ucraineană | Atacuri executate de partea ucraineană | Atacuri executate de partea ucraineană | Atacuri executate de partea ucraineană | dată                       | Atacuri executate de partea rusă                                   | Atacuri executate de partea rusă | Atacuri executate de partea rusă | Atacuri executate de partea rusă | Atacuri executate de partea rusă                 |
| regiune                                | localitate                             | tipul rachetei                         | obiective lovite                       | dată                       | regiune                                                            | localitate                       | tipul rachetei                   | interceptate                     | obiective lovite victime: uciși \| răniți        |
| -------------------------------------- | -------------------------------------- | -------------------------------------- | -------------------------------------- | -------------------------- | ------------------------------------------------------------------ | -------------------------------- | -------------------------------- | -------------------------------- | ------------------------------------------------ |
|                                        |                                        |                                        |                                        | 01.06.2022                 | regiunea Liov                                                      | raionul Strîi                    | —                                | 0/1                              | infrastructură feroviară                         |
| regiunea Kiev                          | Obuhiv                                 | —                                      | 1/1                                    | 01.06.2022                 | interceptare de apărarea anti-rachetă a Ucrainei                   |                                  |                                  |                                  |                                                  |
| 03.06.2022                             | regiunea Mîkolaiiv                     | regiunea Mîkolaiiv                     | —                                      | 3/3                        | interceptare de apărarea anti-rachetă a Ucrainei                   |                                  |                                  |                                  |                                                  |
| 03.06.2022                             | regiunea Odesa                         | regiunea Odesa                         | —                                      | 1/1                        | interceptare de apărarea anti-rachetă a Ucrainei                   |                                  |                                  |                                  |                                                  |
| 04.06.2022                             | regiunea Donețk                        | Slaviansk                              | —                                      | —                          | neidentificat                                                      |                                  |                                  |                                  |                                                  |
| 04.06.2022                             | regiunea Donețk                        | Soledar                                | —                                      | —                          | neidentificat                                                      |                                  |                                  |                                  |                                                  |
| 04.06.2022                             | regiunea Donețk                        | Bahmut                                 | Tocika⁠(d)                              | —                          | neidentificat                                                      |                                  |                                  |                                  |                                                  |
| 04.06.2022                             | regiunea Donețk                        | Kramatorsk                             | Tocika⁠(d)                              | —                          | neidentificat                                                      |                                  |                                  |                                  |                                                  |
| 04.06.2022                             | regiunea Donețk                        | Kosteantînivka                         | Tocika⁠(d)                              | —                          | neidentificat                                                      |                                  |                                  |                                  |                                                  |
| 04.06.2022                             | regiunea Luhansk                       | Lisiciansk                             | Tocika⁠(d)                              | —                          | neidentificat                                                      |                                  |                                  |                                  |                                                  |
| 04.06.2022                             | regiunea Odesa                         | Odesa                                  | H-59⁠(d)                                | 0/1                        | întreprindere agricolă                                             |                                  |                                  |                                  |                                                  |
| 05.06.2022                             | regiunea Kiev                          | raionul Obuhiv                         | H-22⁠(d)                                | 1/1                        | interceptare de apărarea anti-rachetă a Ucrainei                   |                                  |                                  |                                  |                                                  |
| 05.06.2022                             | regiunea Kiev                          | raionul Brovarî                        | —                                      | —                          | neidentificat victime: 0 \| 0                                      |                                  |                                  |                                  |                                                  |
| 05.06.2022                             | Kiev                                   | Kiev                                   | H-22⁠(d)                                | 0/4                        | Uzina de vagoane din Darnița⁠(d) victime: 0 \| 1                    |                                  |                                  |                                  |                                                  |
| 05.06.2022                             | regiunea Mîkolaiiv                     | regiunea Mîkolaiiv                     | —                                      | 2/2                        | interceptare de apărarea anti-rachetă a Ucrainei                   |                                  |                                  |                                  |                                                  |
| 06.06.2022                             | regiunea Poltava                       | regiunea Poltava                       | —                                      | 1/1                        | interceptare de apărarea anti-rachetă a Ucrainei                   |                                  |                                  |                                  |                                                  |
| 07.06.2022                             | regiunea Donețk                        | Kurahove                               | —                                      | —                          | infrastructură civilă                                              |                                  |                                  |                                  |                                                  |
| 07.06.2022                             | Миколаївська область                   | Baștanka                               | —                                      | —                          | infrastructură civilă victime: 2 \| 2                              |                                  |                                  |                                  |                                                  |
| 07.06.2022                             | regiunea Harkov                        | Harkov                                 | Iskander⁠(d)                            | —                          | infrastructură civilă                                              |                                  |                                  |                                  |                                                  |
| 08.06.2022                             | regiunea Harkov                        | Harkov                                 | —                                      | —                          | infrastructură civilă                                              |                                  |                                  |                                  |                                                  |
| 09.06.2022                             | regiunea Jîtomîr                       | Novohrad-Volînskîi                     | —                                      | 0/3                        | clădiri de locuit                                                  |                                  |                                  |                                  |                                                  |
| 10.06.2022                             | regiunea Dnipropetrovsk                | Dnipro                                 | —                                      | 1/1                        | interceptare de apărarea anti-rachetă a Ucrainei                   |                                  |                                  |                                  |                                                  |
| 10.06.2022                             | regiunea Dnipropetrovsk                | raionul Dnipro                         | —                                      | 0/1                        | infrastructură agricolă                                            |                                  |                                  |                                  |                                                  |
| 11.06.2022                             | regiunea Ternopil                      | Ciortkiv                               | Kalibr⁠(d)                              | 0/4                        | clădiri de locuit victime: 0 \| 23                                 |                                  |                                  |                                  |                                                  |
| 12.06.2022                             | regiunea Donețk                        | Mîkolaivka                             | H-22⁠(d)                                | 0/2                        | infrastructură civilă                                              |                                  |                                  |                                  |                                                  |
| 13.06.2022                             | regiunea Cernihiv                      | Priluki                                | —                                      | 0/3                        | infrastructură militară victime: 0 \| 1                            |                                  |                                  |                                  |                                                  |
| 14.06.2022                             | regiunea Liov                          | Zolociv                                | —                                      | 1/1                        | interceptare de apărarea anti-rachetă a Ucrainei                   |                                  |                                  |                                  |                                                  |
| 14.06.2022                             | regiunea Ivano-Frankivsk               | Kaluș                                  | —                                      | 1/1                        | interceptare de apărarea anti-rachetă a Ucrainei                   |                                  |                                  |                                  |                                                  |
| 14.06.2022                             | regiunea Ternopil                      | regiunea Ternopil                      | —                                      | 2/2                        | interceptare de apărarea anti-rachetă a Ucrainei                   |                                  |                                  |                                  |                                                  |
| 14.06.2022                             | regiunea Hmelnîțkîi                    | regiunea Hmelnîțkîi                    | —                                      | 1/1                        | interceptare de apărarea anti-rachetă a Ucrainei                   |                                  |                                  |                                  |                                                  |
| 14.06.2022                             | regiunea Odesa                         | regiunea Odesa                         | Oniks⁠(d)                               | 2/2                        | interceptare de apărarea anti-rachetă a Ucrainei                   |                                  |                                  |                                  |                                                  |
| 14.06.2022                             | regiunea Donețk                        | Dobropillea                            | H-22⁠(d)                                | 0/1                        | infrastructură civilă victime: 1 \| 0                              |                                  |                                  |                                  |                                                  |
| 15.06.2022                             | regiunea Dnipropetrovsk                | raionul Novomoskovsk                   | —                                      | 0/2                        | infrastructură industrială                                         |                                  |                                  |                                  |                                                  |
| 15.06.2022                             | regiunea Sumî                          | Hluhiv                                 | —                                      | 0/5                        | infrastructură civilă victime: 4 \| 6                              |                                  |                                  |                                  |                                                  |
| regiunea Herson                        | regiunea Sumî                          | Nova Kahovka                           | Tocika⁠(d)                              | infrastructură militară    | infrastructură civilă victime: 4 \| 6                              | 16.06.2022                       | Sumî                             | —                                | —                                                |
| regiunea Luhansk                       | regiunea Sumî                          | Hrustalnîi                             | Tocika⁠(d)                              | depozit de muniții         | infrastructură civilă victime: 4 \| 6                              | 16.06.2022                       | Krasnopillea                     | —                                | 0/5                                              |
|                                        |                                        |                                        |                                        | regiunea Harkov            | Harkov                                                             | 16.06.2022                       | —                                | 0/1                              | infrastructură industrială                       |
| Marea Neagră                           | Marea Neagră                           | Harpoon⁠(d)                             | remorcherul Spasatel Vasili Beh⁠(d)     | 17.06.2022                 | regiunea Mîkolaiiv                                                 | Nicolaev                         | —                                | —                                | infrastructură civilă victime: 2 \| 20           |
|                                        |                                        |                                        |                                        | 17.06.2022                 | regiunea Harkov                                                    | Pervomaiski                      | —                                | 0/1                              | infrastructură industrială victime: 0 \| 1       |
| 18.06.2022                             | raionul Izium                          | —                                      | —                                      | infrastructură industrială | regiunea Harkov                                                    |                                  |                                  |                                  |                                                  |
| 18.06.2022                             | Harkov                                 | Iskander⁠(d)                            | 0/1                                    | neidentificat              | regiunea Harkov                                                    |                                  |                                  |                                  |                                                  |
| 18.06.2022                             | regiunea Poltava                       | Kremenciug                             | —                                      | 0/8                        | fabrica de prelucrare a țițeiului și centrala termoelectrică       |                                  |                                  |                                  |                                                  |
| 18.06.2022                             | regiunea Dnipropetrovsk                | raionul Novomoskovsk                   | —                                      | 0/3                        | depozit petrolier victime: 3 \| 0                                  |                                  |                                  |                                  |                                                  |
| 18.06.2022                             | regiunea Dnipropetrovsk                | Krivoi Rog                             | —                                      | —                          | infrastructură civilă victime: 0 \| 2                              |                                  |                                  |                                  |                                                  |
| 18.06.2022                             | regiunea Odesa                         | regiunea Odesa                         | Oniks⁠(d)                               | 2/2                        | interceptare de apărarea anti-rachetă a Ucrainei                   |                                  |                                  |                                  |                                                  |
| 19.06.2022                             | regiunea Kiev                          | raionul Vîșhorod                       | —                                      | —                          | interceptare de apărarea anti-rachetă a Ucrainei                   |                                  |                                  |                                  |                                                  |
| 19.06.2022                             | regiunea Donețk                        | regiunea Donețk                        | —                                      | —                          | infrastructură civilă                                              |                                  |                                  |                                  |                                                  |
| 19.06.2022                             | regiunea Odesa                         | regiunea Odesa                         | Oniks⁠(d)                               | 2/2                        | interceptare de apărarea anti-rachetă a Ucrainei                   |                                  |                                  |                                  |                                                  |
| 20.06.2022                             | regiunea Odesa                         | regiunea Odesa                         | Oniks⁠(d)                               | 2/2                        | interceptare de apărarea anti-rachetă a Ucrainei                   |                                  |                                  |                                  |                                                  |
| 20.06.2022                             | Marea Neagră                           | platforma V312 „Petro Hodovaneț”       | Harpoon⁠(d)                             | infrastructură militară    | regiunea Odesa                                                     | Odesa                            | —                                | 0/14                             | infrastructură industrială                       |
| 20.06.2022                             | Marea Neagră                           | platforma V319 „Ukraiina”              | Harpoon⁠(d)                             | infrastructură militară    | regiunea Odesa                                                     | Cetatea Albă                     | —                                | 0/14                             | neidentificat                                    |
| 20.06.2022                             |                                        |                                        |                                        |                            | regiunea Odesa                                                     | raionul Ismail                   | —                                | 0/14                             | neidentificat                                    |
| 21.06.2022                             | regiunea Mîkolaiiv                     | Nicolaev                               | —                                      | —                          | infrastructură civilă                                              |                                  |                                  |                                  |                                                  |
| 21.06.2022                             | regiunea Mîkolaiiv                     | Oceac                                  | —                                      | 0/4                        | port și infrastructură industrială                                 |                                  |                                  |                                  |                                                  |
| 22.06.2022                             | regiunea Mîkolaiiv                     | Nicolaev                               | —                                      | 0/7                        | neidentificat                                                      |                                  |                                  |                                  |                                                  |
| 22.06.2022                             | regiunea Odesa                         | regiunea Odesa                         | —                                      | 1/1                        | interceptare de apărarea anti-rachetă a Ucrainei                   |                                  |                                  |                                  |                                                  |
| 23.06.2022                             | regiunea Odesa                         | regiunea Odesa                         | —                                      | 2/2                        | interceptare de apărarea anti-rachetă a Ucrainei                   |                                  |                                  |                                  |                                                  |
| 23.06.2022                             | regiunea Mîkolaiiv                     | Nicolaev                               | —                                      | 0/3                        | infrastructură industrială victime: 0 \| 1                         |                                  |                                  |                                  |                                                  |
| 24.06.2022                             | regiunea Harkov                        | Harkov                                 | Iskander⁠(d)                            | —                          | infrastructură civilă                                              |                                  |                                  |                                  |                                                  |
| 25.06.2022                             | regiunea Rivne                         | Sarnî                                  | —                                      | 0/2                        | infrastructură civilă, stație de deservire tehnică a automobilelor |                                  |                                  |                                  |                                                  |
| 25.06.2022                             | regiunea Jîtomîr                       | regiunea Jîtomîr                       | —                                      | 0/24                       | infrastructură militară                                            |                                  |                                  |                                  |                                                  |
| 25.06.2022                             | regiunea Liov                          | raionul Iavoriv                        | —                                      | 2/6                        | infrastructură militară                                            |                                  |                                  |                                  |                                                  |
| 25.06.2022                             | regiunea Cernihiv                      | Desna                                  | —                                      | 0/20                       | infrastructură militară                                            |                                  |                                  |                                  |                                                  |
| 25.06.2022                             | regiunea Donețk                        | Snijne                                 | —                                      | infrastructură militară    | regiunea Hmelnîțkîi                                                | raionul Camenița                 | —                                | 2/2                              | interceptare de apărarea anti-rachetă a Ucrainei |
| 25.06.2022                             | regiunea Luhansk                       | Svatove                                | M31                                    | infrastructură militară    | regiunea Odesa                                                     | Odesa                            | Oniks⁠(d)                         | 2/2                              | interceptare de apărarea anti-rachetă a Ucrainei |
| regiunea Harkov                        | Izium                                  | M31                                    | infrastructură militară                | 26.06.2022                 | regiunea Cerkasî                                                   | Cerkasî                          | —                                | 0/2                              | neidentificat                                    |
| Marea Neagră                           | „Tavrida”                              | Harpoon⁠(d)                             | neidentificat                          | 26.06.2022                 | Kiev                                                               | Kiev                             | H-101⁠(d)                         | 1/6                              | case de locuit                                   |
| regiunea Luhansk                       | Horoșe                                 | —                                      | infrastructură militară                | 27.06.2022                 | regiunea Odesa                                                     | Odesa                            | H-22⁠(d)                          | —                                | infrastructură civilă victime: 0 \| 8            |
| regiunea Luhansk                       | Zîmohirea                              | —                                      | depozit de muniții                     | 27.06.2022                 | regiunea Poltava                                                   | Kremenciug                       | H-22⁠(d)                          | 0/1                              | centrul comercial Amstor victime: 22 \| 59       |
| regiunea Odesa                         | Insula Șerpilor                        | —                                      | unități de tehnică militară            | 27.06.2022                 | regiunea Poltava                                                   | Kremenciug                       | H-22⁠(d)                          | 0/1                              | infrastructură industrială victime: 5 \| 25      |
| regiunea Luhansk                       | Kadiivka                               | —                                      | neidentificat                          | 28.06.2022                 | regiunea Mîkolaiiv                                                 | Oceac                            | —                                | —                                | clădiri de locuit                                |
| regiunea Luhansk                       | Perevalsk                              | M31                                    | infrastructură militară                | 28.06.2022                 | regiunea Dnipropetrovsk                                            | Dnipro                           | Kalibr⁠(d)                        | 4/6                              | infrastructură industrială                       |
| regiunea Zaporijjea                    | Berdeansk                              | —                                      | port                                   | 28.06.2022                 |                                                                    |                                  |                                  |                                  |                                                  |
| Rusia, Kursk                           | Rusia, Kursk                           | —                                      | infrastructură militară                | 29.06.2022                 | regiunea Mîkolaiiv                                                 | Nicolaev                         | H-55⁠(d)                          | 0/8                              | garaje, clădiri de locuit                        |
|                                        |                                        |                                        |                                        | 29.06.2022                 | regiunea Odesa                                                     | Odesa                            | H-22⁠(d)                          | 1/1                              | interceptare de apărarea anti-rachetă a Ucrainei |
| regiunea Luhansk                       | Kadiivka                               | —                                      | depozit de muniții                     | 30.06.2022                 | regiunea Harkov                                                    | Harkov                           | —                                | —                                | infrastructură industrială victime: 1 \| 6       |
|                                        |                                        |                                        |                                        | 30.06.2022                 | regiunea Donețk                                                    | regiunea Donețk                  | H-22⁠(d)                          | —                                | obiective civile și industriale                  |